# Соколац (община)
Община Соколац (на сръбски: Општина Соколац) е разположена в Република Сръбска, част от Босна и Херцеговина. Неин административен център е град Соколац. Общата площ на общината е 722,53 км2. Населението ѝ през 2004 година е 17 449 души.
По преброяване от октомври 2013 г. населението наброява 11 620 души.